# Kasakhstan ved vinter-OL 2022
Kasakhstans deltagelse ved vinter-OL 2022 i Beijing, Kina i perioden 4. – 20. februar 2022.

## Medaljer
| 2022 Beijing | Guld | Sølv | Bronze | Total |
| Kasakhstan   | -    | -    | -      | -     |

### Medaljevindere
| Kasakhstan under vinter-OL 2022 i Beijing | Kasakhstan under vinter-OL 2022 i Beijing | Kasakhstan under vinter-OL 2022 i Beijing | Kasakhstan under vinter-OL 2022 i Beijing | Kasakhstan under vinter-OL 2022 i Beijing |
| Medalje                                   | Navn                                      | Sport                                     | Event                                     | Dato                                      |
| ----------------------------------------- | ----------------------------------------- | ----------------------------------------- | ----------------------------------------- | ----------------------------------------- |
| Guld                                      | -                                         | -                                         | -                                         | -                                         |
| Sølv                                      | -                                         | -                                         | -                                         | -                                         |
| Bronze                                    | -                                         | -                                         | -                                         | -                                         |